# Ульяновка (Васильевский район)
Ульяновка (укр. Улянівка) — село,
Орлянский сельский совет,
Васильевский район,
Запорожская область,
Украина.
Код КОАТУУ — 2320984404. Население по переписи 2001 года составляло 116 человек.

## Географическое положение
Село Ульяновка находится в 1,5 км от села Тополиное и в 2,5 км от села Малая Белозёрка.
Через село проходят автомобильная дорога Т-0817 и
железная дорога, станция Малая Белозёрка.

## История
- 1794 год — дата основания как село Зирка.
- 1916 год — переименовано в село Ульяновка.
- В 2022 году город был оккупирован российскими войсками в ходе вторжения России на Украину.